# بویان اوراموویچ
بویان اوراموویچ (انگلیسی: Bojan Avramović؛ زادهٔ ۱۷ سپتامبر ۱۹۹۷) بازیکن فوتبال اهل آلمان است.
از باشگاه‌هایی که در آن بازی کرده‌است می‌توان به باشگاه فوتبال رایندورف آلتاخ اشاره کرد.
وی همچنین در تیم‌های ملی فوتبال صربستان زیر ۱۹ و ۱۸ و ۱۷ سال بازی کرده‌است.